# Deutsche Fußballnationalmannschaft der Frauen/Europameisterschaften
Der Artikel beinhaltet eine ausführliche Darstellung der deutschen Fußballnationalmannschaft der Frauen bei Europameisterschaften. Deutschland nahm an allen Qualifikationen teil. Bei den ersten beiden Versuchen misslang die Qualifikation noch, danach wurde sie immer geschafft, bis auf 1993 und 2017 immer das Finale erreicht und dann auch gewonnen. Mit acht Titeln ist Deutschland Rekordeuropameister. Bei den Frauen konnten Brasilien und China (je neunmal), Nigeria (zwölfmal, davon zwei inoffizielle Titel) und die USA (neunmal) häufiger die Kontinentalmeisterschaft gewinnen. 

## Die Nationalmannschaft bei Europameisterschaften

### Übersicht
| Jahr | Gastgeberland  | Teilnahme bis... | Gegner   | Ergebnis      | Trainer/in               | Bemerkungen und Besonderheiten |
| ---- | -------------- | ---------------- | -------- | ------------- | ------------------------ | --- |
| 1984 | keine Endrunde | ---              | ---      | ---           |                          | Nicht qualifiziert |
| 1987 | Norwegen       | ---              | ---      | ---           |                          | Nicht qualifiziert |
| 1989 | Deutschland    | Finale           | Norwegen | Europameister | Gero Bisanz              | Erster Titel für die DFB-Elf |
| 1991 | Dänemark       | Finale           | Norwegen | Europameister | Gero Bisanz              | Erste erfolgreiche Titelverteidigung |
| 1993 | Italien        | Spiel um Platz 3 | Dänemark | 4. Platz      | Gero Bisanz              | Bis 2017 schlechtestes Abschneiden in der Endrunde |
| 1995 | keine Endrunde | Finale           | Schweden | Europameister | Gero Bisanz              | Dritter Erfolg auf dem Betzenberg |
| 1997 | Norwegen       | Finale           | Italien  | Europameister | Tina Theune              | Zweite erfolgreiche Titelverteidigung |
| 2001 | Deutschland    | Finale           | Schweden | Europameister | Tina Theune              | Dritter Titel in Folge, Claudia Müller erzielt das Golden Goal |
| 2005 | England        | Finale           | Norwegen | Europameister | Tina Theune              | Vierter Titel in Folge, Inka Grings wird Torschützenkönigin |
| 2009 | Finnland       | Finale           | England  | Europameister | Silvia Neid              | Fünfter Titel in Folge, Inka Grings wird Torschützenkönigin |
| 2013 | Schweden       | Finale           | Norwegen | Europameister | Silvia Neid              | Sechster Titel in Folge, Nadine Angerer wird Spielerin des Turniers |
| 2017 | Niederlande    | Viertelfinale    | Dänemark | Viertelfinale | Steffi Jones             | Erstes Viertelfinal-Aus in der Endrunde |
| 2022 | England        | Finale           | England  | 2. Platz      | Martina Voss-Tecklenburg | Gegner in der Qualifikation waren Griechenland, Irland, Montenegro und die Ukraine. Bei der Endrunde traf die deutsche Mannschaft auf Dänemark, Finnland und Spanien in der Gruppe, Österreich und Frankreich in der K.-o.-Runde. |
| 2025 | Schweiz        | Halbfinale       | Spanien  |               | Christian Wück           | In der Qualifikation traf die deutsche Mannschaft auf Österreich, Island und Polen und qualifizierte sich als erste Mannschaft |

Deutschland und die Niederlande (seit 2017) sind die einzigen Nationen, die sowohl im Männer- als auch im Frauenfußball Europameister wurden.

## Die Turniere

### EM 1984
Bei der ersten Europameisterschaft scheiterte die von Gero Bisanz trainierte Mannschaft in der Qualifikation. Mit fünf Unentschieden und einer Niederlage gegen den Gruppensieger Dänemark belegte die DFB-Auswahl nur den dritten Platz in der Gruppe.

### EM 1987 in Norwegen
Gero Bisanz hatte die Mannschaft sukzessive verjüngt und hatte durchaus Chancen, sich für die erstmals ausgespielte Endrunde zu qualifizieren. Eine Niederlage in Finnland und ein torloses Unentschieden in Norwegen brachte die deutsche Elf um eine bessere Platzierung. Im Endklassement belegte Deutschland wieder Platz drei.

### EM 1989 in Deutschland
Ungeschlagen und ohne Gegentor überstand die deutsche Elf die Qualifikation als Gruppensieger. Im Viertelfinale ging es gegen die CSSR um die Qualifikation für die Endrunde. Dies gelang nach einem 1:1-Unentschieden auswärts und einem 2:0 im Heimspiel. Der DFB bewarb sich nach erfolgreicher Qualifikation für die Endrunde und erhielt den Zuschlag.
Das Turnier war der Durchbruch für den deutschen Frauenfußball, der bis dahin immer noch belächelt und verunglimpft wurde. Im Halbfinale traf die deutsche Mannschaft im Siegener Leimbachstadion auf Italien. Nach Verlängerung hieß es 1:1, so dass ein Elfmeterschießen folgte. Hier wurde Torfrau Marion Isbert zur Heldin, als sie erst einen Strafstoß parierte und anschließend selber verwandelte. Zum ersten Mal wurde ein Frauenfußballspiel live im deutschen Fernsehen übertragen.
Am 2. Juli 1989 traf die Bisanz-Elf im Finale auf Norwegen. Austragungsort war die Bremer Brücke in Osnabrück. Norwegen ging zwar als Favorit in die Partie, doch die deutsche Mannschaft konnte mit einem furiosen 4:1-Sieg das Publikum begeistern. Deutschland war zum ersten Mal Europameister.

### EM 1991 in Dänemark
Zum Auftakt der Qualifikation gab es in Straubing ein torloses Remis gegen Ungarn. Es folgten fünf Siege und Deutschland erreichte als Gruppensieger das Viertelfinale. Durch zwei klare Siege gegen England schaffte die Bisanz-Elf die Qualifikation für das Finalturnier.
Die Endrunde fand in Dänemark statt. Wieder hieß der Viertelfinalgegner Italien. In Frederikshavn machte die deutsche Elf bereits in der regulären Spielzeit alles klar und zog durch einen 3:0-Sieg ins Finale ein. Dort warteten mit der norwegischen Elf alte Bekannte. Die Norwegerinnen konnten eine Verlängerung erzwingen, mussten sich aber schließlich mit 3:1 geschlagen geben. Dieser erneute Titelgewinn bedeutete zugleich die Qualifikation für die Weltmeisterschaft 1991 in China.

### EM 1993 in Italien
Um sich für das Viertelfinale zu qualifizieren, musste die DFB-Auswahl nur ein Spiel bestreiten. Wegen des Bürgerkrieges in Jugoslawien wurde das Heimspiel der Mannschaft vom Balkan nach Sofia verlegt, welches die deutsche Mannschaft mit 3:0 gewann. Jugoslawien verzichtete auf das Rückspiel und die Bisanz-Elf kam kampflos weiter. Im Viertelfinale hieß der Gegner Russland. In Moskau gewann Deutschland mit 7:0 und machte damit die Qualifikation perfekt. Das 0:0 beim Rückspiel in Rheine hatte nur noch statistischen Wert.
So erfolgreich die Qualifikation auch verlief, so enttäuschend war das Ergebnis bei der EM, die in Italien stattfand. Wie schon 1989 und 1991 hieß der Halbfinalgegner Italien. Dieses Mal war die deutsche Elf ohne Fortune. In der 100. Minute erhielt Jutta Nardenbach die Rote Karte und im Elfmeterschießen konnte sich der Gastgeber durchsetzen. Somit spielte die deutsche Mannschaft im kleinen Finale gegen Dänemark. Die Däninnen gewannen dieses Spiel mit 3:1. Bis heute ist der vierte Platz bei der EM 1993 die schlechteste Platzierung einer deutschen Mannschaft.

### EM 1995
Bereits in der Qualifikation konnte die DFB-Elf einen neuen Rekord aufstellen. Alle sechs Spiele wurden gewonnen und man blieb sogar ohne Gegentor. Die völlig überforderten Waliserinnen wurden zweimal mit 12:0 besiegt und gegen die Schweiz gab es ein 11:0.
Die EM 1995 war die letzte, bei der es keine Endrunde gab. Das Viertel- und Halbfinale wurde in Hin- und Rückspiel ausgetragen. Im Viertelfinale gab es zwei Siege gegen Russland, im Halbfinale zwei Siege gegen England. Das Finale gegen Schweden fand im Fritz-Walter-Stadion in Kaiserslautern statt. In einem packenden Spiel behielt die Bisanz-Elf mit 3:2 die Oberhand und konnte zum dritten Mal die Europameisterschaft feiern. Es war die letzte EM für Gero Bisanz.

### EM 1997 in Norwegen
Erstmals führte Tina Theune-Meyer die deutsche Nationalmannschaft durch die EM-Qualifikation. Die direkte Qualifikation wurde verpasst. Zwar gab es deutliche Siege gegen Finnland und die Slowakei, doch durch ein Unentschieden und eine Niederlage gegen Weltmeister Norwegen wurde der Gruppensieg verpasst. Als Gruppenzweiter musste die DFB-Elf in die Relegation gegen Island. Hier gab es zwei klare Siege und die Tickets für die Endrunde in Norwegen und Schweden konnten gebucht werden.
Mit viel Mühe erreichte die deutsche Mannschaft das Halbfinale. Nach zwei Unentschieden gegen Italien und Norwegen reichte ein 2:0 gegen Dänemark im letzten Gruppenspiel fürs Weiterkommen. Durch einen 1:0-Halbfinalsieg gegen Schweden erreichte die deutsche Auswahl das Finale in Oslo. Erneut hieß der Gegner Italien. Durch Tore von Sandra Minnert und Birgit Prinz gewann die deutsche Mannschaft mit 2:0 und die vierte Europameisterschaft war unter Dach und Fach. Dabei trat Deutschland im Finale mit der bis dato jüngsten Mannschaft an, die im Schnitt am Finaltag 23,33 Jahre alt war.

### EM 2001 in Deutschland
Bis auf ein 4:4-Unentschieden in Italien konnte die deutsche Nationalelf fünf klare Siege verbuchen. Nach der erfolgreichen Qualifikation bewarb sich der DFB um die Ausrichtung der EM 2001 und erhielt den Zuschlag. Es war die bisher letzte EM, bei der der Ausrichter nicht im Vorfeld bestimmt wurde.
In der Vorrunde zeigte die DFB-Elf drei überzeugende Spiele und konnte Schweden, Russland und England klar besiegen. Im Halbfinale ging es gegen den alten Rivalen aus Norwegen. Es entwickelte sich eine spannende Partie, die durch ein sehenswertes Flugkopfballtor von Sandra Smisek entschieden wurde. Am 7. Juli 2001 standen sich im Ulmer Donaustadion die deutsche und die schwedische Elf gegenüber. Bei strömendem Regen fielen in der regulären Spielzeit keine Tore. Pünktlich zu Beginn der Verlängerung hörte der Regen auf. Nach einem Pass von Maren Meinert erzielte Claudia Müller das Golden Goal und die Europameisterschaft Nummer fünf war perfekt.

### EM 2005 in England
Als amtierender Weltmeister ging die DFB-Elf natürlich als Favorit in die Qualifikation für die EM in England. Die acht Qualifikationsspiele wurden allesamt gewonnen und am Ende stand ein sagenhaftes Torverhältnis von 50:2. Der erste Auftritt nach der Weltmeisterschaft brachte mit dem 13:0-Sieg gegen Portugal den bis dahin höchsten Sieg der Nationalmannschaftsgeschichte. Auch das Rückspiel in Portugal wurde mit 11:0 zweistellig gewonnen. Inka Grings erzielte in diesem Spiel alleine fünf Tore, während Torfrau Silke Rottenberg beinahe unbeschäftigt blieb. Mit 14 Toren war Birgit Prinz, die in allen Spielen außer dem 3:1 in der Ukraine mindestens ein Tor erzielt hatte, Torschützenkönigin der Qualifikation.
Der Start in die EM war dagegen holprig. Zum Auftakt gab es ein mühsames 1:0 gegen Norwegen. Gegen Italien (4:0) und Frankreich (3:0) lief es dagegen besser. Finnland hieß überraschenderweise der Halbfinalgegner. Mit einem deutlichen 4:1 konnte der Finaleinzug sichergestellt werden. Wie schon vier Jahre zuvor traf die deutsche Auswahl im Finale erneut auf den Auftaktgegner. Auch dieses Mal behielten die Deutschen die Oberhand und kamen zu einem 3:1-Sieg. Nach der sechsten Europameisterschaft, der vierten in Folge, trat Tina Theune-Meyer zurück und übergab das Traineramt an ihre Assistentin Silvia Neid.

### EM 2009 in Finnland

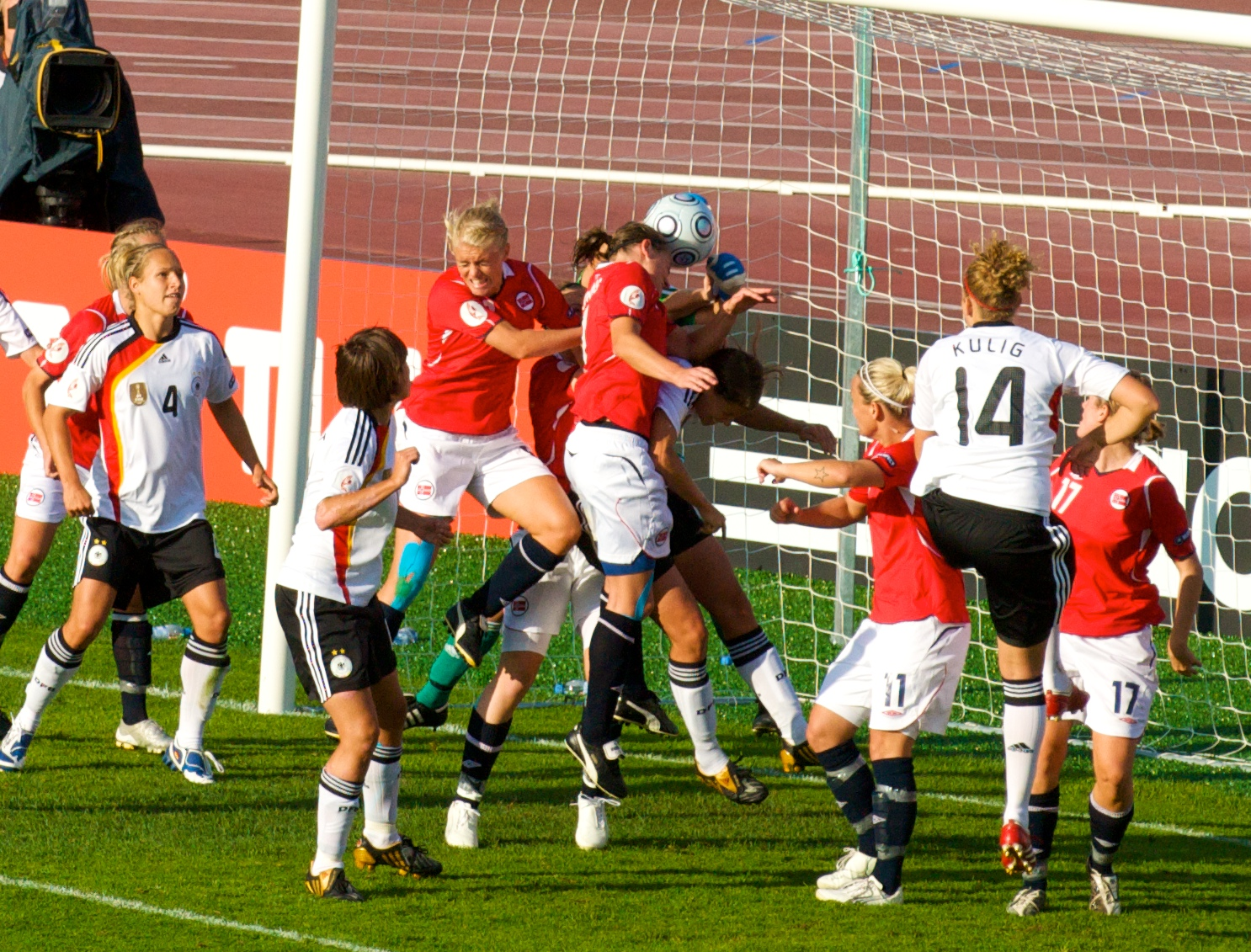
Deutschland – Norwegen

Die EM 2009 fand in Finnland statt. Erstmals nahmen zwölf Mannschaften am Turnier teil. Deutschland traf in der Qualifikation auf Belgien, die Niederlande, die Schweiz und Wales und qualifizierte sich ohne Punktverlust mit einem Torverhältnis von 34:1. Bei der am 18. November 2008 durchgeführten Gruppenauslosung wurden Deutschland die Vizeeuropameisterinnen aus Norwegen sowie die Französinnen und Isländerinnen zugelost.
Im ersten Gruppenspiel traf man bereits auf den alten Rivalen Norwegen. Der deutschen Mannschaft gelang eine schnelle Führung durch einen von Linda Bresonik verwandelten Strafstoß, danach vergab die Mannschaft viele gute Chancen und hätte in der Nachspielzeit fast noch den Ausgleich kassiert, aber Nadine Angerer wehrte den platzierten Schuss ab. Im Gegenzug sowie der weiteren Nachspielzeit konnten noch 3 Tore erzielt werden. Nachdem auch das zweite Gruppenspiel gegen Frankreich mit 5:1 gewonnen wurde und auf Grund des anderen Gruppenspiels Deutschland nach zwei Spielen bereits als Gruppensieger feststand, schonte die Bundestrainerin im dritten Gruppenspiel einige Stammspielerinnen, die zudem „gelb-gefährdet“ waren. So tat sich die Mannschaft gegen die bereits ausgeschiedenen Isländerinnen lange schwer und konnte erst in der 50. Minute durch die zur Halbzeit eingewechselte Inga Grings den 1:0-Siegtreffer erzielen. Grings verletzte sich dabei am Knie und musste wenige Minuten später wieder ausgewechselt werden. Durch gezielte medizinische Behandlungen konnte sie aber für die K.-o.-Spiele wieder fitgemacht werden. So konnte sie im Viertelfinale gegen Italien wieder mitwirken und erzielte in der 4. und 47. Minute die entscheidenden Tore zum 2:1-Sieg. Im Halbfinale traf man erneut auf Norwegen, die nur als einer der beiden besten Gruppendritten das Viertelfinale erreicht hatten und dort überraschend mit 3:1 gegen die favorisierten Schwedinnen gewonnen hatten. Gegenüber dem 1. Spiel waren die Norwegerinnen nicht wiederzuerkennen und konnten in der 10. Minute nach einem Eckball bei dem mehrere Norwegerinnen die deutsche Torfrau sperrten mit 1:0 in Führung gehen. Kurze Zeit später trafen sie – wieder nach einem Eckball – nur den Pfosten und die deutsche Mannschaft tat sich lange Zeit schwer. Erst in der 2. Halbzeit konnten drei eingewechselte Spielerinnen das Spiel drehen und den Weg ins Endspiel bereiten. Dieses entwickelte sich zum torreichsten Finale der EM-Geschichte, in dem die Engländerinnen lange mithielten, aber durch das 4:2, das 5. Turniertor von Inga Grings war der Bann gebrochen. Am Ende fiel der Sieg mit 6:2 überaus deutlich aus.

### EM 2013 in Schweden
Die EM 2013 fand zum zweiten Mal in Schweden statt. Deutschland traf in der Qualifikation auf Spanien, die Schweiz und die Türkei sowie erstmals auf Kasachstan und Rumänien. Die Qualifikation begann am 17. September 2011 mit dem Spiel gegen die Schweiz und endete am 19. September 2012 mit dem Spiel gegen die Türkei. Gegen die Schweiz gab es zuvor 14 Spiele, von denen 13 gewonnen wurden und eins remis endete (Torverhältnis 67:2). Gegen Spanien und die Türkei spielten die deutschen Fußballfrauen zuvor erst je einmal. Beide Spiele wurden deutlich mit 6:0 bzw. 12:1 gewonnen. Für die Türkinnen ist dies die bisher höchste Länderspielniederlage. Nur die Spanierinnen konnten sich zuvor einmal für eine EM qualifizieren, wobei sie 1997 das Halbfinale erreichten. In den vier 2011 ausgetragenen Spielen kam die deutsche Mannschaft zu drei Siegen, darunter ein 17:0-Rekordsieg gegen Kasachstan; hinzu kam ein 2:2 in Spanien. Da Spanien am 16. Juni 2012 gegen die Schweiz verlor, stand die Teilnahme der deutschen Mannschaft aufgrund des direkten Vergleichs bereits vor den beiden letzten Spielen fest. Auch die letzten Spiele wurden gewonnen und mit einem Torverhältnis von 64:3 schloss die deutsche Mannschaft die Qualifikation ab. Keiner anderen Mannschaft gelangen mehr als 35 Tore. Mit 17 Toren war Célia Okoyino da Mbabi die beste Torschützin der Qualifikation.
Bei der Endrunde startete die deutsche Mannschaft mit einem 0:0 gegen die Niederlande, wobei die Niederländerinnen die besseren Torchancen hatten. Das anschließende Spiel gegen Island wurde mit 3:0 gewonnen und aufgrund der Ergebnisse der anderen Gruppen war Deutschland damit bereits für das Viertelfinale qualifiziert. Im abschließenden Spiel gegen Norwegen, bei dem es nur noch um den Gruppensieg ging, verlor die deutsche Mannschaft erstmals ein EM-Endrundenspiel gegen Norwegen und nach mehr als 20 Jahren überhaupt erst wieder ein EM-Endrundenspiel. Im Viertelfinale traf die Mannschaft wie 2009 auf Italien und konnte sich dank einer Leistungssteigerung mit 1:0 durchsetzen. Im Halbfinale traf die jüngste Mannschaft des Turniers auf Gastgeber Schweden, der mit dem ältesten Kader aller Teilnehmer antrat und nach den vorherigen Spielen favorisiert war. Durch die bis dahin beste Turnierleistung konnte sich die deutsche Mannschaft aber wie in allen bisherigen K. o.-Spielen gegen Schweden durchsetzen und durch ein 1:0 zum sechsten Mal in Folge das Finale erreichen, wo sie zum vierten Mal auf Norwegen trafen. Durch den dritten 1:0-Sieg bei dieser EM, bei dem Nadine Angerer zwei Strafstöße der Norwegerinnen halten konnte, gewann die deutsche Mannschaft zum achten Mal den Titel. Das Siegtor erzielte die zur 2. Halbzeit eingewechselte Anja Mittag mit ihrem ersten Ballkontakt.

### EM 2017 in den Niederlanden
Die EM 2017 fand in den Niederlanden statt. Deutschland traf in der Qualifikation auf Kroatien, Russland, die Türkei und Ungarn. Die Spiele fanden zwischen dem 14. September 2015 und 20. September 2016 statt. Gegen alle hatte Deutschland zuvor schon eine positive Bilanz und nur ein Spiel (1985 gegen Ungarn) verloren. Deutschland startete mit einem 12:0 gegen Ungarn in die Qualifikation, bei dem Tabea Kemme und Pauline Bremer ihre ersten Länderspieltore erzielten und Letztere mit drei Toren beste Torschützin war. In den folgenden Spielen fielen zwar weniger Tore, dennoch konnten auch die nächsten drei Spiele ohne Gegentor gewonnen werden. Dabei musste Bundestrainerin Neid zwar auf einige verletzte Stammspielerinnen verzichten, die nachnominierten Spielerinnen, insbesondere die erst mit 27 Jahren erstmals berücksichtigte Mandy Islacker rechtfertigten durch die jeweils ersten Tore in zwei Spielen ihre Nominierung. Nachdem auch die weiteren Spiele ohne Gegentor gewonnen wurden, stand nach sechs Spielen als die Russinnen in ihrem Heimspiel gegen Ungarn nur zu einem 3:3 kamen, bereits die Qualifikation fest. Auch die restlichen Spiele nach dem Olympiasieg, nach dem Steffi Jones den Posten als Bundestrainerin übernommen hatte, wurden gewonnen. Zudem blieb die deutsche Mannschaft ohne Gegentor.

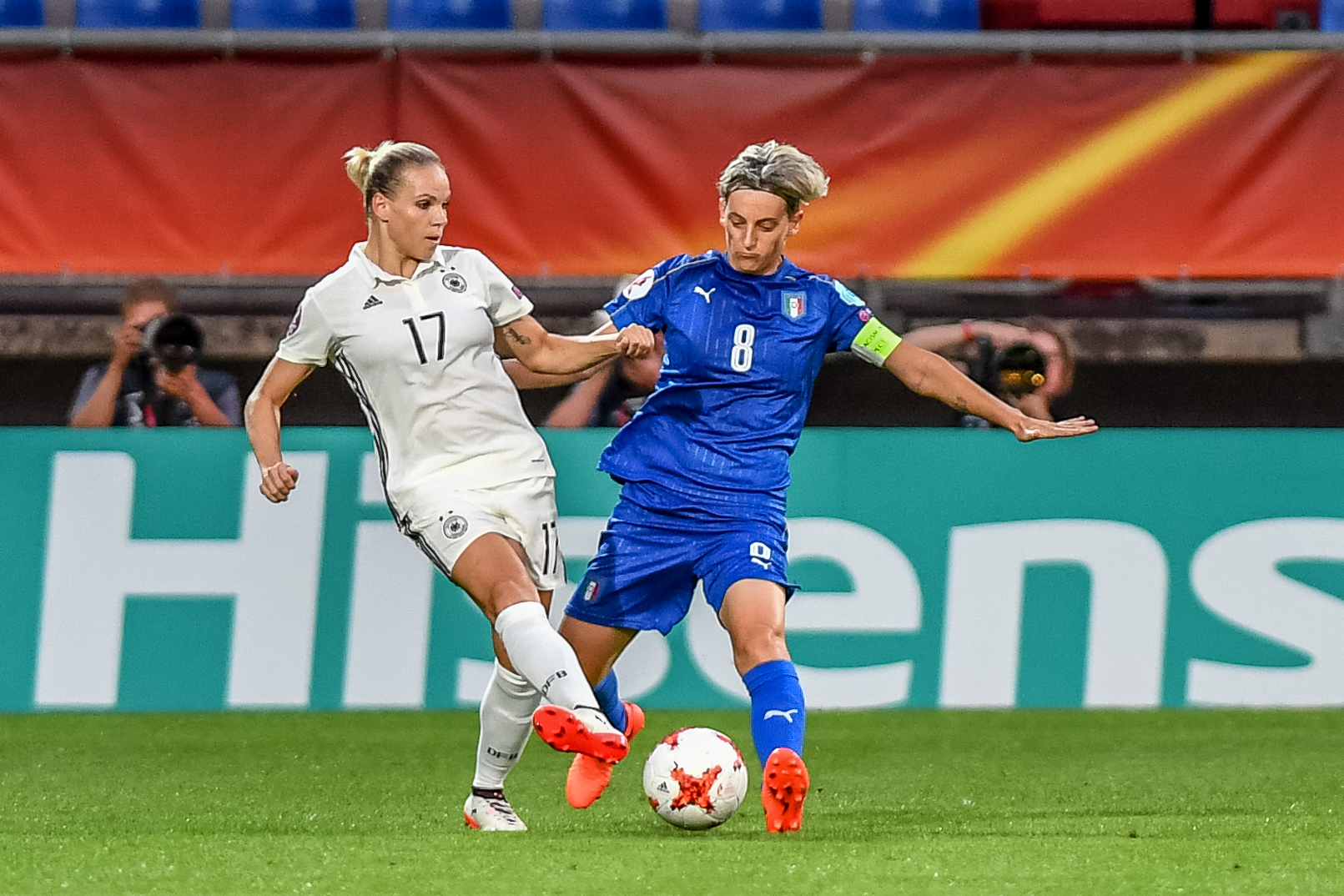
Szene aus dem Spiel gegen Italien mit Isabel Kerschowski und der italienischen Kapitänin Melania Gabbiadini

Für die Auslosung der Endrundengruppen am 8. November 2016 wurde Deutschland zusammen mit dem Gastgeber Niederlande, England und Frankreich Topf 1 zugeordnet und der Gruppe B als Gruppenkopf zugelost. Gegner waren Schweden, Italien und Russland, womit dies die einzige Gruppe ohne Neuling und Nachbarschaftsduell war. Deutschland startete mit einem torlosen Remis gegen Schweden, womit es erstmals in dem Aufeinandertreffen mit den Skandinavierinnen keinen Sieger gab. Gegen Italien und Russland wurde dann zwar gewonnen, die Tore erzielten aber Abwehrspielerinnen bzw. Kapitänin Marozsán per Elfmeter. Als Gruppensieger traf die deutsche Mannschaft dann im Viertelfinale auf Dänemark. Das Spiel konnte allerdings nicht am geplanten Termin stattfinden, da der Platz wegen Dauerregen unbespielbar war. Einen Tag später traten dann beide zur für sie ungewohnten Mittagszeit an. Die deutsche Mannschaft schien zunächst wacher und ging bereits in der dritten Minute durch einen Weitschuss von Isabel Kerschowski in Führung, den die dänische Torhüterin nur ins eigene Tor lenken konnte. Die Führung lähmte aber eher die deutsche Mannschaft anstatt ihr Sicherheit zu geben und in der Folge steigerte sich nicht nur die dänische Torhüterin, sondern ihre gesamte Mannschaft, so dass Deutschland zu keinen nennenswerten Torchancen mehr kam. Kurz nach der Halbzeitpause konnten sie dann zunächst ausgleichen und in der 83. Minute das Spiel endgültig drehen. Da es den deutschen Spielerinnen dann nicht mehr gelang Torchancen herauszuspielen, schied Deutschland erstmals bei einer EM-Endrunde im Viertelfinale aus. Kurz nach der EM gab Stürmerin Anja Mittag ihren Rücktritt aus der Nationalmannschaft bekannt.

### EM 2022 in England
2021 sollte die Endrunde zum zweiten Mal in England stattfinden. Aufgrund der COVID-19-Pandemie wurde die EM der Männer, die 2020 stattfinden sollte, um ein Jahr verschoben und deshalb auch die EM der Frauen, so dass diese nun 2022 stattfinden soll. Für die glücklose Steffi Jones hatte nach einem Intermezzo von Horst Hrubesch Martina Voss-Tecklenburg den Posten der Nationaltrainerin übernommen, die 2027 die Schweiz zur ersten EM-Teilnahme geführt hatte. Gegner in der Qualifikation waren erstmals Griechenland und Montenegro sowie Irland (Gegner in den Qualifikationen für die WM 2007 und 2015; vier Siege) und die Ukraine (Gegner in den Qualifikationen für die WM 1999 sowie EM 2001 und 2005; fünf Siege und ein Remis). Von den Gegnern konnte sich zuvor nur die Ukraine für eine EM-Endrunde (2009) qualifizieren. Die deutsche Mannschaft startete mit sechs Siegen, darunter zwei 8:0-Siegen gegen die Ukraine, für die dies die höchsten Länderspielniederlagen sind. Als die Ukraine am 23. Oktober 2020 durch ein Eigentor der Irin Áine O’Gorman ihr Heimspiel gegen die Irinnen mit 1:0 gewannen, stand der vorzeitige Gruppensieg der deutschen Mannschaft fest, womit sie als erste Mannschaft nach den Gastgeberinnen für die Endrunde qualifiziert war. Auch die folgenden Spiele wurden gewonnen und erst im letzten Spiel in Irland kassierte die Mannschaft das erste Gegentor – durch einen Strafstoß. Bei der Auslosung am 28. Oktober 2021 wurden Dänemark, Spanien und Finnland zugelost. Mit drei Siegen ohne Gegentor qualifizierte sich die Mannschaft für das Viertelfinale, wo sie erstmals bei einem Turnier auf den Nachbarn Österreich traf und mit 2:0 gewann. Erst im Halbfinale gegen Frankreich kassierte die Mannschaft ein Gegentor als der Ball nach einem Schuss von Kadidiatou Diani an den Pfosten Torhüterin Merle Frohms an den Rücken und von dort ins Tor sprang. Mit ihren Turniertoren Nummer fünf und sechs führte Kapitänin Alexandra Popp, für die es die erste EM-Teilnahme war, ihre Mannschaft aber ins Finale gegen Gastgeber England. Aufgrund muskulärer Probleme konnte Popp dann aber im Finale nicht eingesetzt werden, das die deutsche Mannschaft mit 1:2 nach Verlängerung verlor.

### EM 2025 in der Schweiz
Die Qualifikation läuft erstmals unter einem anderen Modus. Analog der UEFA Women’s Nations League wird in drei Ligen gespielt, wobei sich die Gruppensieger und -zweiten der Liga A direkt für die Endrunde qualifizieren. Die Gruppendritten und -vierten haben dann noch die Chance sich über Play-offs für die Endrunde zu qualifizieren. Die deutschen Frauen treffen in Liga A4 auf Island sowie erstmals in der Qualifikation auf Österreich und Polen. Nach vier Siegen in den ersten vier Spielen stand die vorzeitige Qualifikation fest. Bei der EM traf die Mannschaft im Auftaktspiel erneut auf Polen, dass sich in den Play-offs gegen Österreich durchgesetzt hatte und erstmals qualifiziert ist. Mit 2:0 konnte die deutsche Mannschaft in die EM-Endrunde starten. Kapitänin Giulia Gwinn verletzte sich aber am Knie und fällt für den Rest des Turniers aus. Weitere Gegner sind Dänemark und Schweden. Nach dem Sieg gegen die Däninnen stand der Einzug ins Viertelfinale bereits fest, im letzten Spiel gegen Schweden ging es nur noch um den Gruppensieg. Die deutsche Mannschaft startete gut und ging in der siebten Minute in Führung, kassierte aber fünf Minuten später aber den Ausgleich und verlor dann zuerst den Faden und nach einem weiteren Gegentor Carlotta Wamser, die nach einer Handabwehr auf der Torlinie die Rote Karte erhielt. Den fälligen Strafstoß konnten die Schwedinnen zur 3:1-Führung nutzen, die sie in der zweiten Halbzeit zunächst verteidigten und noch auf 4:1 erhöhen konnten, womit sie erstmals ein EM-Spiel gegen Deutschland gewannen und Deutschland die höchste EM-Niederlage einstecken musste.
Im Viertelfinale trafen die Deutschen auf Frankreich und gerieten bereits nach 15 Minuten nicht nur in Rückstand, sondern auch in Unterzahl, da die erstmals in der Startelf gestandene Kathrin Hendrich im Strafraum eine Gegenspielerin an den Haaren festgehalten hatte, wofür sie nach VAR-Intervention die Rote Karte erhalten hatte und die Französinnen den ebenfalls verhängten Strafstoß zur 1:0-Führung nutzen konnten. Hingegen konnten sie ihre Überzahl nicht nutzen und kassierten zehn Minuten später nach einer Ecke das Gegentor zum 1:1 durch Sjoeke Nüsken. Dabei blieb es auch nach einer notwendigen Verlängerung, da die Französinnen immer wieder an der deutschen Abwehr oder Torhüterin Ann-Katrin Berger scheiterten und Nüsken einen in der 69. Minute für die deutsche Mannschaft gegebenen Strafstoß nicht verwandeln konnte. Im damit fälligen Elfmeterschießen konnte Berger gleich den ersten französischen Elfmeter halten. Zwar schoss die kurz vor dem Ende der Verlängerung eingewechselte Sara Däbritz an die Latte, aber alle anderen deutschen Schützinnen waren erfolgreich und Berger, die selbst einen Elfmeter verwandelte, konnte dann auch den letzten französischen Elfmeter halten. Damit erreichte die deutsche Mannschaft das Halbfinale gegen Weltmeister Spanien. Gegen die Ibererinnen hielte die deutsche Mannschaft bis in die 113. Minute das 0:0, wobei mehrere eigene Torchancen nicht genutzt werden konnten. Dann gelang Aitana Bonmati nach einer Unachtsamkeit der deutschen Abwehr der 1:0-Siegtreffer, wodurch sie nach fünf Niederlagen und drei Remis erstmals gegen Deutschland gewannen und damit erstmals ins EM-Finale einziehen.

## Statistiken
Sämtliche Statistiken umfassen nur die Europameisterschaften, bei denen tatsächlich eine Endrunde stattgefunden hat. Die EM 1995 wird also nicht berücksichtigt. Fett markierte Spielerinnen standen im Kader für die EM 2025
| Name                     | Turniere                     | Spiele | Tore |   |   |   |
| ------------------------ | ---------------------------- | ------ | ---- | - | - | - |
| Birgit Prinz             | 1997, 2001, 2005, 2009       | 20     | 8    | 1 | 0 | 0 |
| Ariane Hingst            | 1997, 2001, 2005, 2009       | 17     | 0    | 0 | 0 | 0 |
| Anja Mittag              | 2005, 2009, 2013, 2017       | 17     | 3    | 1 | 0 | 0 |
| Steffi Jones             | 1993, 1997, 2001, 2005       | 16     | 1    | 0 | 0 | 0 |
| Silke Rottenberg         | 1993, 1997, 2001, 2005       | 16     | 0    | 0 | 0 | 0 |
| Doris Fitschen           | 1989, 1991, 1993, 1997, 2001 | 16     | 0    | 0 | 0 | 0 |
| Sara Däbritz             | 2013, 2017, 2022, 2025       | 15     | 0    | 2 | 0 | 0 |
| Bettina Wiegmann         | 1991, 1993, 1997, 2001       | 14     | 3    | 1 | 0 | 0 |
| Sandra Minnert           | 1997, 2001, 2005             | 13     | 2    | 2 | 0 | 0 |
| Sandra Smisek            | 1997, 2001, 2005             | 13     | 3    | 0 | 0 | 0 |
| Nadine Angerer           | 2009, 2013                   | 12     | 0    | 0 | 0 | 0 |
| Linda Dallmann           | 2017, 2022, 2025             | 12     | 0    | 0 | 0 | 0 |
| Annike Krahn             | 2009, 2013                   | 12     | 1    | 0 | 0 | 0 |
| Kerstin Stegemann        | 1997, 2001, 2005, 2009       | 12     | 0    | 1 | 0 | 0 |
| Jule Brand               | 2022, 2025                   | 11     | 2    | 0 | 0 | 0 |
| Inka Grings              | 2005, 2009                   | 11     | 10   | 0 | 0 | 0 |
| Simone Laudehr           | 2009, 2013                   | 11     | 3    | 1 | 0 | 0 |
| Pia Wunderlich           | 1997, 2001, 2005             | 11     | 0    | 0 | 0 | 0 |
| Saskia Bartusiak         | 2009, 2013                   | 10     | 0    | 1 | 0 | 0 |
| Kerstin Garefrekes       | 2005, 2009                   | 10     | 0    | 0 | 0 | 0 |
| Kathrin Hendrich         | 2017, 2022, 2025             | 10     | 0    | 0 | 0 | 1 |
| Renate Lingor            | 2001, 2005                   | 10     | 3    | 1 | 0 | 0 |
| Dzsenifer Marozsán       | 2013, 2017                   | 10     | 2    | 0 | 0 | 0 |
| Maren Meinert            | 1993, 1997, 2001             | 10     | 4    | 3 | 0 | 0 |
| Babett Peter             | 2009, 2017                   | 10     | 2    | 0 | 0 | 0 |
| Célia Šašić              | 2009, 2013                   | 10     | 3    | 0 | 0 | 0 |
| Klara Bühl               | 2022, 2025                   | 9      | 1    | 0 | 0 | 0 |
| Lina Magull              | 2017, 2022                   | 9      | 3    | 1 | 0 | 0 |
| Leonie Maier             | 2013, 2017                   | 8      | 0    | 1 | 0 | 0 |
| Lena Goeßling            | 2013, 2017                   | 7      | 0    | 0 | 0 | 0 |
| Giulia Gwinn             | 2022, 2025                   | 7      | 0    | 1 | 0 | 0 |
| Svenja Huth              | 2017, 2022                   | 7      | 0    | 0 | 0 | 0 |
| Sydney Lohmann           | 2022, 2025                   | 7      | 0    | 0 | 0 | 0 |
| Claudia Müller           | 1997, 2001                   | 7      | 3    | 0 | 0 | 0 |
| Lea Schüller             | 2022, 2025                   | 7      | 3    | 0 | 0 | 0 |
| Melanie Behringer        | 2009, 2013                   | 6      | 2    | 0 | 0 | 0 |
| Linda Bresonik           | 2001, 2009                   | 6      | 2    | 1 | 0 | 0 |
| Merle Frohms             | 2022                         | 6      | 0    | 0 | 0 | 0 |
| Marina Hegering          | 2022                         | 6      | 0    | 1 | 0 | 0 |
| Nadine Keßler            | 2013                         | 6      | 0    | 1 | 0 | 0 |
| Lena Lotzen              | 2013                         | 6      | 1    | 0 | 0 | 0 |
| Heidi Mohr               | 1989, 1991, 1993             | 6      | 6    | 0 | 0 | 0 |
| Jutta Nardenbach         | 1989, 1991, 1993             | 6      | 0    | 0 | 0 | 1 |
| Silvia Neid              | 1989, 1991, 1993             | 6      | 2    | 0 | 0 | 0 |
| Bianca Schmidt           | 2009, 2013                   | 6      | 0    | 0 | 0 | 0 |
| Martina Voss-Tecklenburg | 1989, 1991, 1997             | 6      | 0    | 0 | 0 | 0 |
| Fatmire Alushi           | 2009, 2013                   | 5      | 3    | 0 | 0 | 0 |
| Ann-Katrin Berger        | 2025                         | 5      | 0    | 0 | 0 | 0 |
| Britta Carlson           | 2005                         | 5      | 0    | 0 | 0 | 0 |
| Jennifer Cramer          | 2013                         | 5      | 0    | 2 | 0 | 0 |
| Sara Doorsoun-Khajeh     | 2017, 2022                   | 5      | 0    | 0 | 0 | 0 |
| Sonja Fuss               | 1997, 2005, 2009             | 5      | 0    | 0 | 0 | 0 |
| Giovanna Hoffmann        | 2025                         | 5      | 0    | 0 | 0 | 0 |
| Sophia Kleinherne        | 2022, 2025                   | 5      | 1    | 0 | 0 | 0 |
| Rebecca Knaak            | 2025                         | 5      | 0    | 1 | 0 | 0 |
| Kim Kulig                | 2009                         | 5      | 1    | 1 | 0 | 0 |
| Lena Lattwein            | 2022                         | 5      | 1    | 0 | 0 | 0 |
| Janina Minge             | 2025                         | 5      | 0    | 0 | 0 | 0 |
| Lena Oberdorf            | 2022                         | 5      | 0    | 4 | 0 | 0 |
| Conny Pohlers            | 2005                         | 5      | 3    | 1 | 0 | 0 |
| Alexandra Popp           | 2022                         | 5      | 6    | 0 | 0 | 0 |
| Felicitas Rauch          | 2022                         | 5      | 0    | 3 | 0 | 0 |
| Elisa Senß               | 2025                         | 5      | 0    | 0 | 0 | 0 |
| Petra Wimbersky          | 2001, 2005                   | 5      | 1    | 1 | 0 | 0 |
| Selina Cerci             | 2025                         | 4      | 0    | 0 | 0 | 0 |
| Petra Damm               | 1989, 1991                   | 4      | 0    | 0 | 0 | 0 |
| Kristin Demann           | 2017                         | 4      | 0    | 0 | 0 | 0 |
| Laura Freigang           | 2022, 2025                   | 4      | 0    | 0 | 0 | 0 |
| Marion Isbert            | 1989, 1991                   | 4      | 0    | 0 | 0 | 0 |
| Mandy Islacker           | 2017                         | 4      | 0    | 0 | 0 | 0 |
| Frauke Kuhlmann          | 1989, 1991                   | 4      | 0    | 0 | 0 | 0 |
| Melanie Leupolz          | 2013                         | 4      | 0    | 0 | 0 | 0 |
| Sarai Linder             | 2025                         | 4      | 0    | 0 | 0 | 0 |
| Monika Meyer             | 1997                         | 4      | 1    | 1 | 0 | 0 |
| Sjoeke Nüsken            | 2025                         | 4      | 2    | 2 | 0 | 0 |
| Sissy Raith              | 1989, 1991                   | 4      | 1    | 0 | 0 | 0 |
| Almuth Schult            | 2017                         | 4      | 0    | 0 | 0 | 0 |
| Tabea Waßmuth            | 2022                         | 4      | 0    | 0 | 0 | 0 |
| Britta Unsleber          | 1991, 1993                   | 4      | 0    | 0 | 0 | 0 |
| Carlotta Wamser          | 2025                         | 4      | 0    | 0 | 0 | 1 |
| Inken Becher             | 1997                         | 3      | 0    | 1 | 0 | 0 |
| Anna Blässe              | 2017                         | 3      | 0    | 0 | 0 | 0 |
| Katja Bornschein         | 1991, 1993                   | 3      | 0    | 0 | 0 | 0 |
| Gudrun Gottschlich       | 1991, 1993                   | 3      | 0    | 0 | 0 | 0 |
| Martina Müller           | 2001, 2009                   | 3      | 0    | 0 | 0 | 0 |
| Navina Omilade           | 2001, 2005                   | 3      | 0    | 1 | 0 | 0 |
| Nicole Anyomi            | 2022                         | 2      | 1    | 0 | 0 | 0 |
| Birgitt Austermühl       | 1993                         | 2      | 0    | 0 | 0 | 0 |
| Roswitha Bindl           | 1989                         | 2      | 0    | 0 | 0 | 0 |
| Angelika Fehrmann        | 1989                         | 2      | 1    | 0 | 0 | 0 |
| Sarah Günther            | 2005                         | 2      | 0    | 0 | 0 | 0 |
| Josephine Henning        | 2017                         | 2      | 1    | 1 | 0 | 0 |
| Hasret Kayikçi           | 2017                         | 2      | 0    | 0 | 0 | 0 |
| Isabel Kerschowski       | 2017                         | 2      | 1    | 0 | 0 | 0 |
| Franziska Kett           | 2025                         | 2      | 0    | 1 | 0 | 0 |
| Ursula Lohn              | 1989                         | 2      | 2    | 0 | 0 | 0 |
| Lena Petermann           | 2017                         | 2      | 0    | 0 | 0 | 0 |
| Dagmar Pohlmann          | 1993                         | 2      | 0    | 0 | 0 | 0 |
| Carolin Simon            | 2017                         | 2      | 0    | 0 | 0 | 0 |
| Manuela Goller           | 1993                         | 1      | 0    | 0 | 0 | 0 |
| Andrea Haberlaß          | 1989                         | 1      | 0    | 0 | 0 | 0 |
| Sandra Hengst            | 1991                         | 1      | 0    | 0 | 0 | 0 |
| Melanie Hoffmann         | 1997                         | 1      | 0    | 0 | 0 | 0 |
| Tabea Kemme              | 2017                         | 1      | 0    | 0 | 0 | 0 |
| Claudia Klein            | 1997                         | 1      | 0    | 0 | 0 | 0 |
| Petra Landers            | 1989                         | 1      | 0    | 0 | 0 | 0 |
| Luisa Wensing            | 2013                         | 1      | 0    | 0 | 0 | 0 |
| Cora Zicai               | 2025                         | 1      | 0    | 0 | 0 | 0 |

Bislang (Stand: 23. Juli 2025) wurden 108 Spielerinnen bei Europameisterschaften eingesetzt. Doris Fitschen nahm als einzige deutsche Spielerin an fünf EM-Endrunden teil. Da sie an drei Endrunden mit nur vier Teilnehmern teilnahm, kam sie aber auf weniger Spiele als einige Spielerinnen, die nur an vier Endrunden teilnahmen. 38 Spielerinnen erzielten insgesamt 95 Tore. Maren Meinert, Sandra Minnert und Jennifer Cramer mussten wegen zweier gelber Karten in einem Turnier für ein Spiel aussetzen, wie auch Lena Oberdorf und Felicitas Rauch im letzten Gruppenspiel 2022. Bisher wurden drei deutsche Spielerinnen vom Platz gestellt. Die Spielerinnen der Europameisterschaft 2025 sind mit fetter Schrift gekennzeichnet.

## Bilanz gegen die anderen Europameister bei Europameisterschaften
- Norwegen: 10 Spiele – 8 Siege, 1 Remis, 1 Niederlage – 20:5 Tore
- Schweden: 7 Spiele – 5 Siege, 1 Remis, 1 Niederlage – 10:7 Tore
- England: 5 Spiele – 4 Siege, 1 Niederlage – 16:6 Tore
- Niederlande: 1 Spiel – 1 Remis – 0:0 Tore

## Endrunden-Spiele
| Nr. | Datum      | Ergebnis             | Gegner      | Austragungsort      | Anlass           | Bemerkung |
| --- | ---------- | -------------------- | ----------- | ------------------- | ---------------- | --- |
| 1   | 28.06.1989 | 1:1 n. V. 4:3 i. E.  | Italien     | Siegen              | Halbfinale       | |
| 2   | 02.07.1989 | 4:1                  | Norwegen    | Osnabrück           | Finale           | Deutschland wird zum ersten Mal Europameister Erstes Spiel gegen einen amtierenden Kontinentalmeister                              |
| 3   | 11.07.1991 | 3:0                  | Italien     | Frederikshavn (DEN) | Halbfinale       | |
| 4   | 14.07.1991 | 3:1 n. V.            | Norwegen    | Aalborg (DEN)       | Finale           | Deutschland wird zum zweiten Mal Europameister                                                                                     |
| 5   | 30.06.1993 | 1:1 n. V. 3:4 i. E.  | Italien     | Rimini (ITA)        | Halbfinale       | |
| 6   | 03.07.1993 | 1:3                  | Dänemark    | Cesenatico (ITA)    | Spiel um Platz 3 | Bis 2025 höchste Niederlage in der Endrunde Bis 2017 schlechtestes Abschneiden in der Endrunde Erstes Länderspiel von Steffi Jones |
| 7   | 30.06.1997 | 1:1                  | Italien     | Moss (NOR)          | Vorrunde         | |
| 8   | 03.07.1997 | 0:0                  | Norwegen*   | Moss (NOR)          | Vorrunde         | |
| 9   | 06.07.1997 | 2:0                  | Dänemark    | Moss (NOR)          | Vorrunde         | |
| 10  | 09.07.1997 | 1:0                  | Schweden    | Karlstad (SWE)      | Halbfinale       | |
| 11  | 12.07.1997 | 2:0                  | Italien     | Oslo (NOR)          | Finale           | Deutschland wird zum vierten Mal Europameister                                                                                     |
| 12  | 23.06.2001 | 3:1                  | Schweden    | Erfurt              | Vorrunde         | |
| 13  | 27.06.2001 | 5:0                  | Russland    | Erfurt              | Vorrunde         | Höchster Sieg in der Endrunde |
| 14  | 30.06.2001 | 3:0                  | England     | Jena                | Vorrunde         | |
| 15  | 04.07.2001 | 1:0                  | Norwegen    | Ulm                 | Halbfinale       | |
| 16  | 07.07.2001 | 1:0 n. V.            | Schweden    | Ulm                 | Finale           | Deutschland wird zum fünften Mal Europameister Sieg durch Golden Goal 144. und letztes Länderspiel von Doris Fitschen              |
| 17  | 06.06.2005 | 1:0                  | Norwegen    | Warrington (ENG)    | Vorrunde         | |
| 18  | 09.06.2005 | 4:0                  | Italien     | Preston (ENG)       | Vorrunde         | 100. Länderspiel von Sandra Smisek                                                                                                 |
| 19  | 12.06.2005 | 3:0                  | Frankreich  | Warrington (ENG)    | Vorrunde         | 100. Länderspiel von Pia Wunderlich                                                                                                |
| 20  | 15.06.2005 | 4:1                  | Finnland    | Preston (ENG)       | Halbfinale       | |
| 21  | 19.06.2005 | 3:1                  | Norwegen    | Blackburn (ENG)     | Finale           | Deutschland wird zum sechsten Mal Europameister Letztes Spiel unter Tina Theune                                                    |
| 22  | 24.08.2009 | 4:0                  | Norwegen    | Tampere (FIN)       | Gruppenspiel     | |
| 23  | 27.08.2009 | 5:1                  | Frankreich  | Tampere (FIN)       | Gruppenspiel     | |
| 24  | 30.08.2009 | 1:0                  | Island      | Tampere (FIN)       | Gruppenspiel     | 191. und letztes Länderspiel von Kerstin Stegemann                                                                                 |
| 25  | 04.09.2009 | 2:1                  | Italien     | Lahti (FIN)         | Viertelfinale    | |
| 26  | 07.09.2009 | 3:1                  | Norwegen    | Helsinki (FIN)      | Halbfinale       | |
| 27  | 10.09.2009 | 6:2                  | England     | Helsinki (FIN)      | Finale           | Deutschland wird zum siebten Mal Europameister                                                                                     |
| 28  | 11.07.2013 | 0:0                  | Niederlande | Växjö (SWE)         | Vorrunde         | |
| 29  | 14.07.2013 | 3:0                  | Island      | Växjö (SWE)         | Vorrunde         | |
| 30  | 17.07.2013 | 0:1                  | Norwegen    | Kalmar (SWE)        | Vorrunde         | Erste Niederlage in der Endrunde seit dem 3. Juli 1993 Erste Niederlage gegen eine europäische Mannschaft seit dem 11. März 2009   |
| 31  | 21.07.2013 | 1:0                  | Italien     | Växjö (SWE)         | Viertelfinale    | |
| 32  | 24.07.2013 | 1:0                  | Schweden    | Göteborg (SWE)      | Halbfinale       | |
| 33  | 28.07.2013 | 1:0                  | Norwegen    | Solna (SWE)         | Finale           | Deutschland wird zum achten Mal Europameister 200. Sieg gegen eine europäische Mannschaft Nadine Angerer hält zwei Elfmeter        |
| 34  | 17.07.2017 | 0:0                  | Schweden    | Breda (NLD)         | Vorrunde         | Erstes Remis gegen Schweden 150. Spiel auf neutralem Platz                                                                         |
| 35  | 21.07.2017 | 2:1                  | Italien     | Tilburg (NLD)       | Vorrunde         | |
| 36  | 25.07.2017 | 2:0                  | Russland    | Utrecht (NLD)       | Vorrunde         | |
| 37  | 30.07.2017 | 1:2                  | Dänemark    | Rotterdam (NLD)     | Viertelfinale    | Erstes Viertelfinal-Aus in der Endrunde                                                                                            |
| 38  | 08.07.2022 | 4:0                  | Dänemark    | Brentford (ENG)     | Vorrunde         | 500. Länderspiel der deutschen Mannschaft                                                                                          |
| 39  | 12.07.2022 | 2:0                  | Spanien     | Brentford (ENG)     | Vorrunde         | |
| 40  | 16.07.2022 | 3:0                  | Finnland    | Milton Keynes (ENG) | Vorrunde         | |
| 41  | 21.07.2022 | 2:0                  | Österreich  | Brentford (ENG)     | Viertelfinale    | Erstes Pflichtspiel gegen Österreich Deutschland erreicht zum 10. Mal das Halbfinale der EM                                        |
| 42  | 27.07.2022 | 2:1                  | Frankreich  | Milton Keynes (ENG) | Halbfinale       | |
| 43  | 31.07.2022 | 1:2                  | England     | London (ENG)        | Finale           | Erste Finalniederlage |
| 44  | 04.07.2025 | 2:0                  | Polen       | St. Gallen (CHE)    | Vorrunde         | Erstes EM-Spiel für die Polinnen                                                                                                   |
| 45  | 08.07.2025 | 2:1                  | Dänemark    | Basel (CHE)         | Vorrunde         | |
| 46  | 12.07.2025 | 1:4                  | Schweden    | Zürich (CHE)        | Vorrunde         | Höchste EM-Niederlage |
| 47  | 19.07.2025 | 1:1 n. V.; 6:5 i. E. | Frankreich  | Basel (CHE)         | Viertelfinale    | |
| 48  | 23.07.2025 | 0:1 n. V.            | Spanien     | Zürich (CHE)        | Halbfinale       | Erste Niederlage gegen Spanien (zuvor 5 Siege und 3 Remis)                                                                         |

## Finalrunden-Spiele
| Nr. | Datum      | Ergebnis | Gegner   | Austragungsort | Anlass                 | Bemerkung                                      |
| --- | ---------- | -------- | -------- | -------------- | ---------------------- | ---------------------------------------------- |
| 1   | 11.12.1994 | 4:1      | England  | Watford (ENG)  | Halbfinale (Hinspiel)  |                                                |
| 2   | 23.02.1995 | 2:1      | England  | Bochum         | Halbfinale (Rückspiel) |                                                |
| 3   | 26.03.1995 | 3:2      | Schweden | Kaiserslautern | Finale                 | Deutschland wird zum dritten Mal Europameister |

## Rekorde

### Mannschaft
- Die meisten Spiele, Siege und Tore bei Endrunden: 48, 35 und 99
- Die meisten Tore pro Endrunden-Spiel: 2,06 (einzige Mannschaft mit mehr als 2 Toren pro Spiel)
- Die meisten Tore in Qualifikationsspielen: 416
- Die wenigsten Gegentore pro Endrunden-Spiel: 0,63
- Die wenigsten Gegentore bei vier Endrunden:
  - 2013: 1 in 6 Spielen
  - 1997 und 2001: 1 in 5 Spielen
  - 1991: 1 in 2 Spielen (ebenso Norwegen 1987)
- Torreichstes Finale: Deutschland – England am 10. September 2009 – 6:2
- Höchster Sieg in einer Playoff-Runde: Deutschland gegen Russland am 11. Oktober 1992 - 7:0
- Höchste Siege in der Qualifikation: Deutschland gegen Kasachstan am 19. November 2011, Spanien gegen Slowenien am 20. März 1994 und Norwegen gegen die Slowakei am 19. September 1995 – alle 17:0
- Bis zum 19. Juli 2017 höchster Sieg bei einer Endrunde: Deutschland – Russland am 27. Juni 2001 - 5:0 (ebenso Norwegen – Dänemark am 30. Juni 1997 und Schweden – Finnland am 13. Juli 2013)
- Deutschland war häufigster Gegner von Norwegen (10 Spiele), Italien (9), Schweden (6, zusammen mit England), Frankreich (4).
- Die häufigste Endrundenpaarung: Deutschland gegen Norwegen (10×)
- Häufigste Finalpaarung: Deutschland gegen Norwegen (4×, alle gewonnen)
- Die häufigsten Halbfinalteilnahmen: Deutschland – 10× (zudem 1995)
- Die häufigsten Halbfinalpaarungen: Deutschland gegen Italien und Norwegen gegen Dänemark (je 3×)
- Die häufigsten Viertelfinalpaarungen: Deutschland gegen Italien und Frankreich gegen Niederlande (je 2×)

### Spielerinnen
- Die meisten Endrundenspiele: Birgit Prinz (23)
- Die meisten Tore insgesamt bei Endrunden: Birgit Prinz[6], Inka Grings und Heidi Mohr – je 10
- Die meisten Tore insgesamt bei Endrunden und Qualifikation: Birgit Prinz – 40
- Die meisten Tore in einem Wettbewerb inklusive Qualifikation:
  - 1991: Heidi Mohr – 10
  - 1995: Patricia Brocker – 18
  - 2005: Birgit Prinz – 17
  - 2013: Célia Šašić – 19 (Rekord)
- Die meisten Tore bei einer Endrunde:
  - 1989: Ursula Lohn und Sissel Grude (Norwegen) – je 2
  - 1991: Heidi Mohr – 4
  - 2001: Claudia Müller und Sandra Smisek – je 3
  - 2005: Inka Grings – 4
  - 2009: Inka Grings – 6

### Zuschauer
- Höchste Zuschauerzahl bei einem Qualifikationsspiel: Deutschland – Belgien am 28. Oktober 2007 in Lübeck – 17.000
- Bis 2022 höchste Zuschauerzahl bei einem Endrundenspiel: Deutschland – Norwegen am 28. Juli 2013 in Solna – 41.301
- 2022: Höchste Zuschauerzahl bei einem Endrundenspiel: England – Deutschland am 31. Juli 2022 in London – 87.192